# San Diegó-i Állatkert
A San Diegó-i Állatkert a világ egyik leghíresebb állatkertje Kaliforniában, San Diegóban. Több mint 650 faj kb. 3700 egyede él itt. Területe 40 hektár. Társintézménye a San Diego Zoo Safari Park.
Kínán kívül itt él a legnagyobb pandapopuláció.
Az állatkert kiemelkedően nagy hangsúlyt fektet az állatfajok megőrzésére és védelmére, számos fogságban tartott fajt igyekeznek szabadon engedni a saját természetes élőhelyükön.
Érdekesség, hogy az állatkert helyszínéül szolgált a YouTube videómegosztóra elsőként feltöltött videónak.

## Állatfajok az állatkertben
A San Diegó-i Állatkertben az alábbi fajok példányait tekinthetjük meg:
- jegesmedve
- amuri leopárd
- pápaszemes medve
- sarki róka
- bonobó
- kaliforniai kondor
- teve
- vízidisznó
- gepárd
- kínai aligátor
- ködfoltos párduc
- afrikai elefánt
- Phoenicopterus
- galápagosi óriásteknős
- óriáspanda
- zsiráf
- nyugati gorilla
- grizzly medve
- hárpia
- nílusi víziló
- méhészborz
- Indiai sül
- királykobra
- koala
- komodói varánusz
- kacagójancsi
- oroszlán
- oroszlánfejű makákó
- eurázsiai hiúz
- mandrill
- sörényes farkas
- Protobothrops mangshanensis
- szurikáta
- Fehérarcú cerkóf
- mocsári cerkóf
- foltosnyakú vidra
- üstökös mangábé
- Wolf-cerkóf
- puma
- csupasz turkáló
- okapi
- orangután
- Hexaprotodon liberiensis
- törpe selyemmajom
- vörös macskamedve
- rénszarvas
- indiai orrszarvú
- kígyászkeselyű
- hópárduc
- foltos hiéna
- maláj medve
- takin
- ázsiai tapír
- közép-amerikai tapír
- erszényes ördög
- tigris
- painted terrapin
- kétkarmú teknős
- Malaysian giant turtle
- vombatfélék
- Grévy-zebra
- karakál
- nagy bukó
- kis bukó
- fehérfejű kerceréce
- Pézsma-patkánykenguru
- vörös óriáskenguru
- Bennett-kenguru
- Derby-kenguru
- Parma-kenguru
- kétpúpú teve
- egypúpú teve
- hegyi tapír
- közönséges tapír
- afrikai levéljáró
- sárgafejű marabu
- pápaszemes gólya
- jabiru
- afrikai marabu
- rózsás tantalusz
- Abdim-gólya
- madagaszkári levéljáró
- fácánfarkú levéljáró
- jasszána
- abesszin szarvasvarjú
- Sulu-szigeteki szarvascsőrű
- Tockus camurus
- sárgacsőrű tokó
- kalapácsfejű szarvascsőrűmadár
- kaledón pálmalóri
- pirostorkú pálmalóri
- bóbitás halción
- óriás halkapó
- szent halción
- Alcedo azurea
- tarka halkapó
- bíborhasú szivárványlóri
- tengerkék pálmalóri
- piroshasú pálmalóri
- zafírkék pálmalóri
- lármás lóri
- tengeri vidra
- ázsiai kiskarmú vidra
- japán makákó
- Diána-cerkóf
- kis flamingó
- karibi flamingó
- andoki kondor
- óriásrétisas
- marqueses-szigeteki halción
- Ceyx lecontei
- Aceros waldeni
- királysikló
- Gila
- tengeri leguán
- tarajos leguán
- Setaro's Dwarf Chameleon
- Archaius tigris
- Smith's Dwarf Chamaeleon
- Brookesia minima
- Furcifer labordi
- madagaszkári falakóboa
- sárga anakonda
- zöld anakonda
- tompaorrú krokodil
- bordás krokodil
- mississippi aligátor
- Cuvier-törpekajmán
- császárskorpió
- óriás szitakötő
- Kéksávos légivadász
- Western pygmy blue
- Polposipus herculeanus
- méhkolibri
- Chrysuronia lilliae
- nyugati hosszúcsőrű hangyászsün
- nagy jácintara
- vörösfülű ara
- Spix-ara
- rövidcsőrű hangyászsün
- fossza
- szassza
- közönséges törpemongúz
- fokföldi szirtiborz
- jaguár
- ázsiai elefánt
- sziamang
- borneói orangután
- vadgesztenyelevél-aknázómoly
- Eriocnemis godini
- törpelevéljáró
- Acrantophis madagascariensis
- papucscsőrű madár
- Brazza-cerkóf
- Eryx jayakari
- csuklyás cerkóf
- Anoplophora glabripennis
- kanadai vidra
- maguari gólya
- leopárd
- gyapjasnyakú gólya
- kéktorkú ara
- huszármajom
- nyugati szürke óriáskenguru
- Diapheromera femorata
- Fehérhasú cerkóf
- Toxopeus-lóri
- góliát madárpók
- kaffer szarvasvarjú
- bukázó sas
- fehérhasú tobzoska
- kis jácintara
- De Schauensee-anakonda
- északi törpeara
- Ornithoptera alexandrae
- erdei gólya
- feketenyakú gólya

## Képgaléria

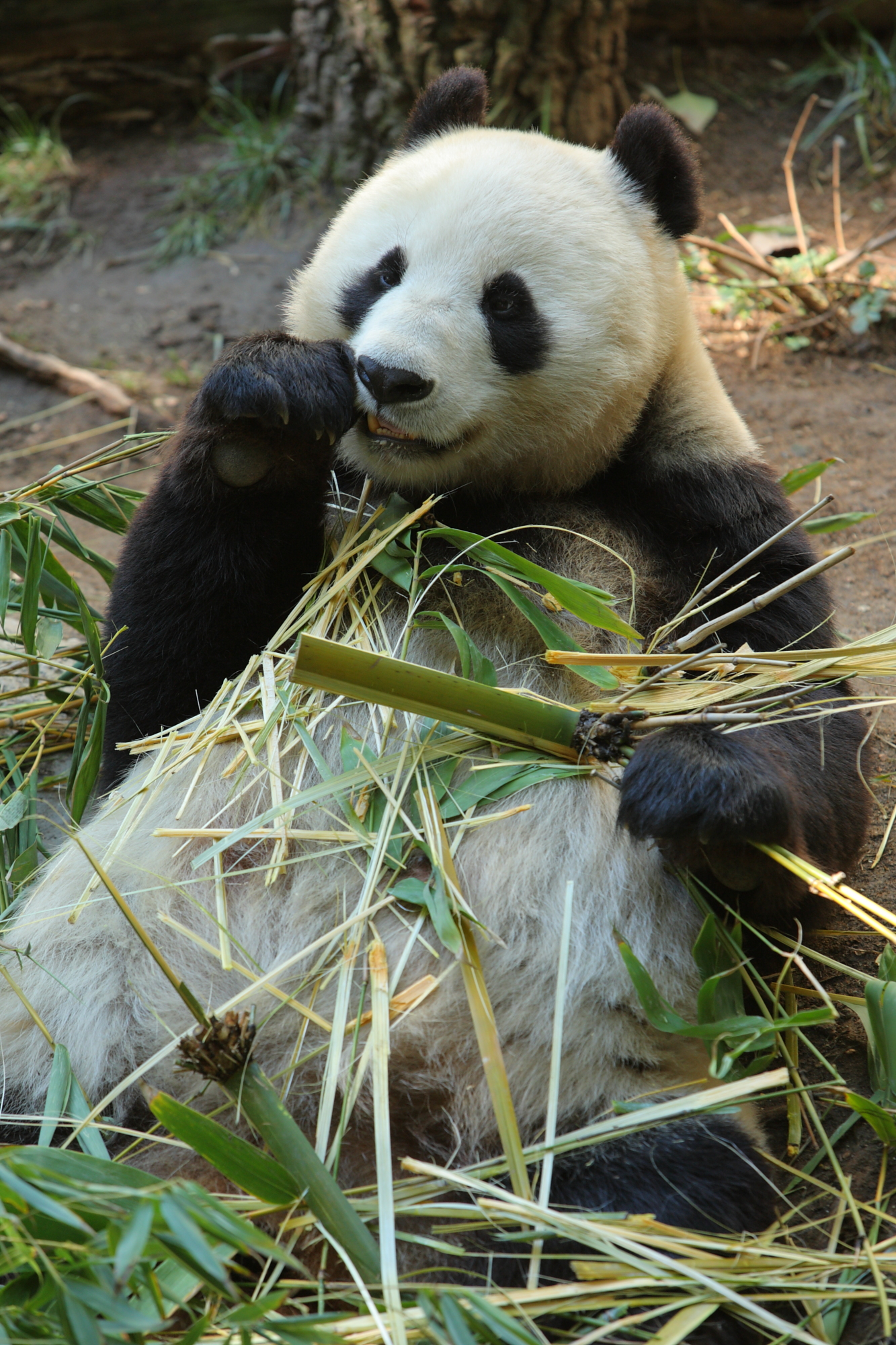
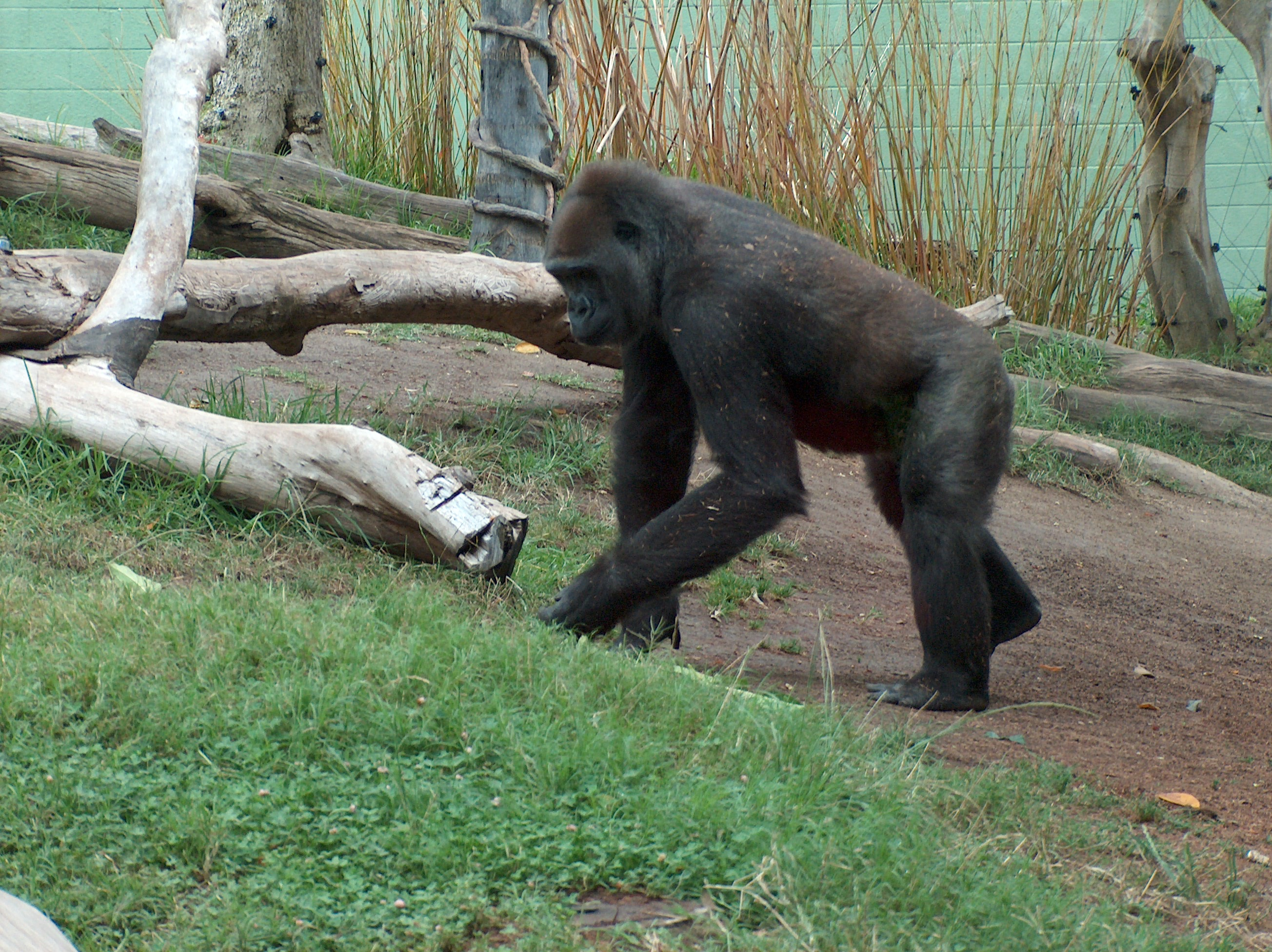
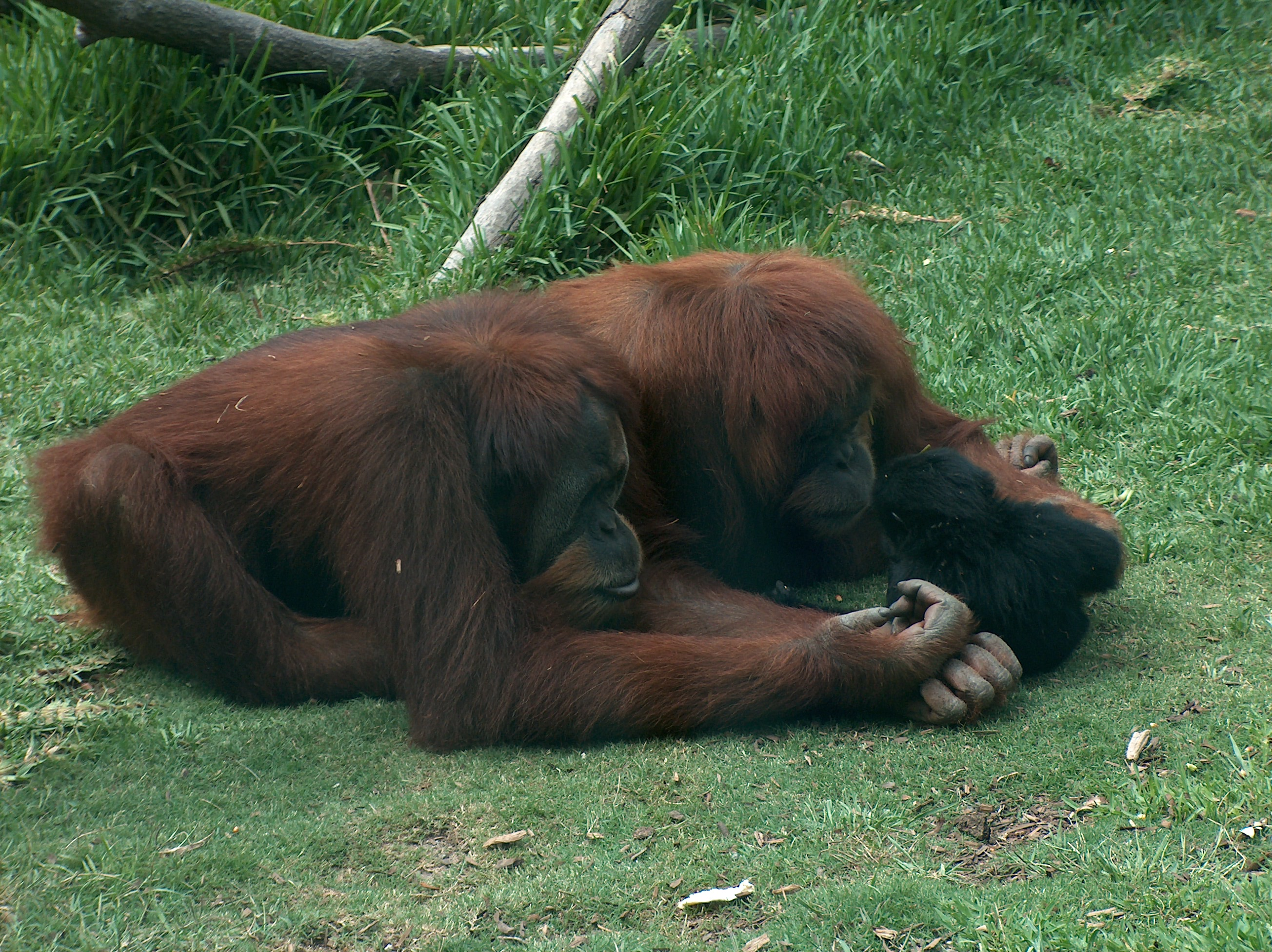
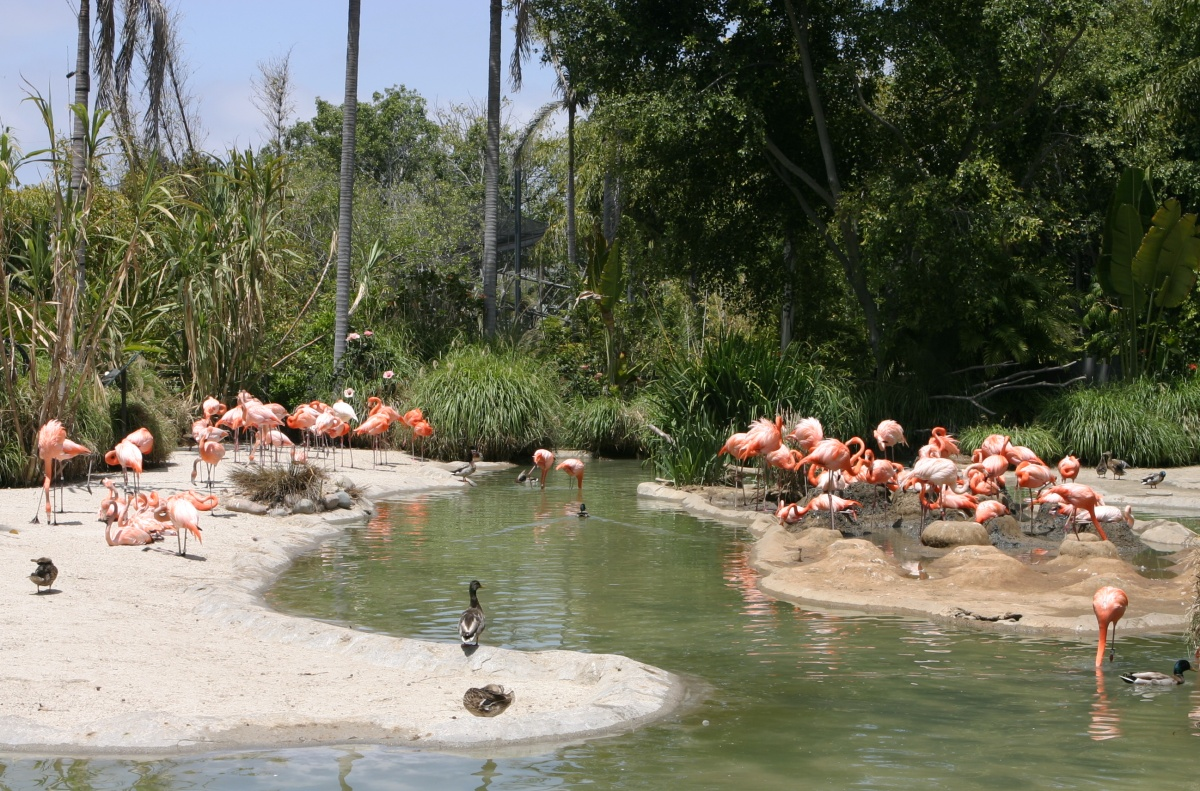
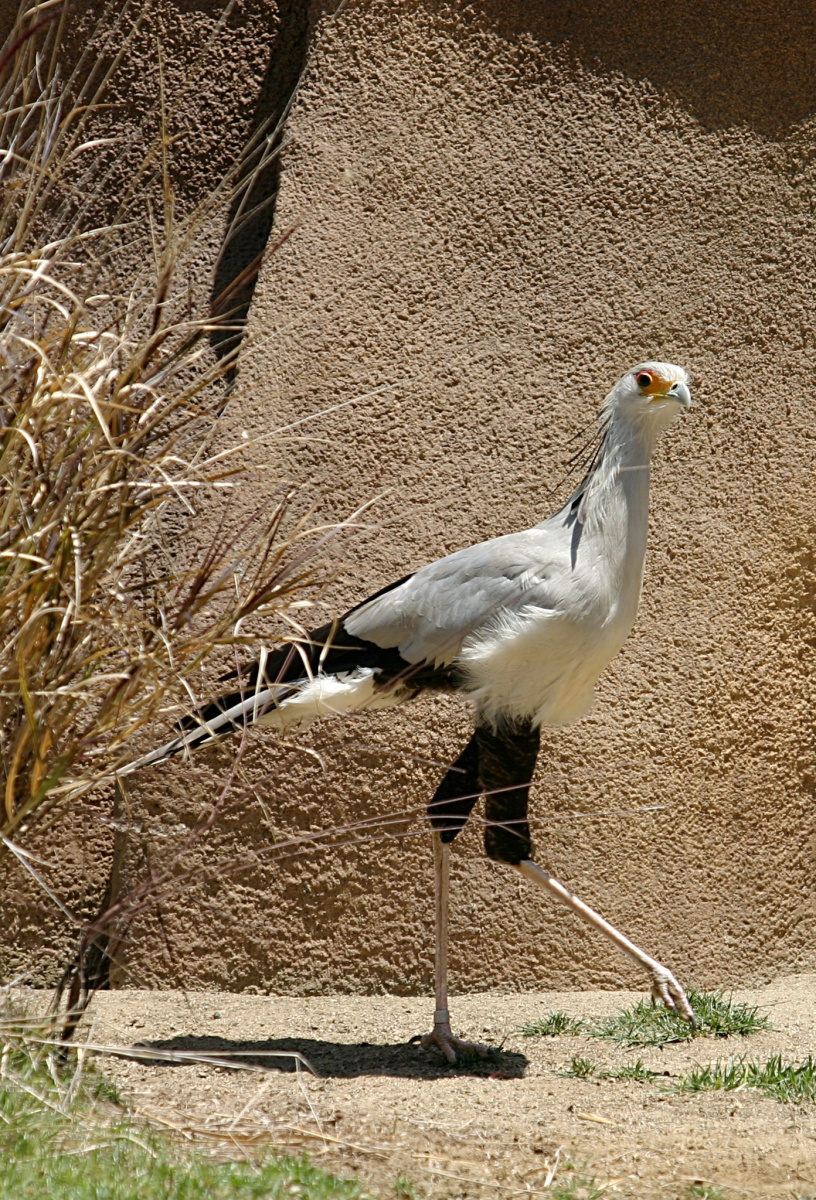
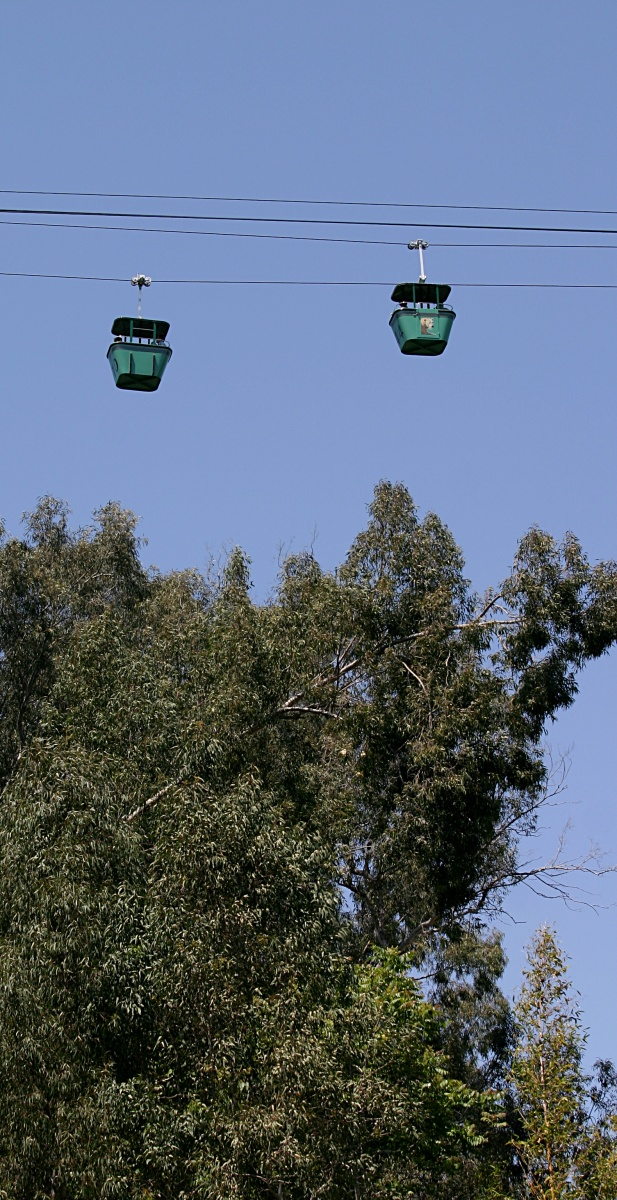